# Бармен-Центр
Бармен-Центр (нем. Barmen-Mitte) — один из 10-ти административных районов округа Бармен (город Вупперталь, Северный Рейн-Вестфалия, Германия).

## Положение
Положение района «Бармен-Центр» очень выгодное. По его территории проходит напряжённая пассажирогрузовая железнодорожная магистраль Дюссельдорф-Вупперталь-Хаген-Дортмунд и на станции Бармен останавливаются как пригорожные электропоезда, так и региональные экспрессы, идущие также в сторону Кёльна. Здесь же в узкой долине реки Вуппер находятся все транспортные коммуникации города Вупперталь и его главная улица, называемая на этом участке Хёне (Höhne).
Географически район расположен в восточной части центра города и является одним из его двух равноправных центров, поскольку здесь располагается ратуша города. На севере Бармен-Центр ограничен разобранной железнодорожной веткой, называемой Нордбанн (Nordbahn), на юге — рекой Вуппер, на западе улицами Штайнвег (Steinweg) и Фишерталь (Fischertal). На востоке район ограничен улицами Хайдтер Берг (Heidter Berg), Бахштрассе (Bachstraße) и Весткоттер Штрассе (Westkotter Straße). Соседними административными районами являются Зедансберг (Sedansberg), Обербармен-Шварцбах (Oberbarmen-Schwarzbach), Хекингхаузен (Heckinghausen), Хайдт (Heidt), Котхен (Kothen) и Фридрих-Энгельс-Аллее (Friedrich-Engels-Allee).

## Общая характеристика и особенности
Бармен-Центр издавна являлся градообразующим районом, поскольку несколько веков был центром самостоятельного города Бармен. До сих пор здесь сохранилась старая торговая площадь, к которой сходятся многие современные транспортные линии и маршруты общественного транспорта. Весь старый центр города представляет собой пешеходную зону. Здесь сосредоточено множество торговых учреждений, в том числе и единственный в Вуппертале завод по производству местного пива, объединённый с пивным рестораном.
В районе очень большая плотность населения. Учитывая небольшую площадь и нехватку пространства для нового строительства, Бермен-Центр активно реставрирует старые здания и повышает их многоэтажность таким образом, что многоквартирные дома громоздятся на крутых склонах долины реки Вуппер. Нередко крутизна подъёмов не позволяет прокладывать проезжую часть, поэтому улицы представляют собой пешеходные лестницы.
В этом районе действует крупная теплоэлектроцентраль, обеспечивающая жителей как электроэнергией, так и теплом. Такое соседство при большой плотности населения не только неблагоприятно для экологии проживания, но и опасно. В самое начало Второй мировой войны на этой станции произошёл мощный взрыв и куски электрогенератора разбросало на несколько сотен метров вокруг, в том числе среди жилых кварталов.

## Туристские возможности и достопримечательности
Бармен-Центр обладает целым рядом достопримечательностей, которые привлекают к нему туристов и путешествующих. В то же самое время напряжённая экологическая ситуация тормозит развитие туристской инфраструктуры. Тем не менее, в этом районе города проводятся обзорные и тематические пешеходные экскурсии.
К основным достопримечательностям относятся:
- Городская ратуша Вупперталя
- Торговый центр Конкордия
- Площадь Иоханнеса Рай с многофигурной композицией фонтана работы известного дюссельдорфского скульптора Берта Герресхайма
- «Зал славы» (Ruhmeshalle) с памятником Бисмарку на площади антифашистов Гешвистер Шолль (Geschwister-Scholl-Platz)
- Евангелическая церковь Гемаркер Кирхе (Gemarker Kirche) — выступившая в своё время против национал-социализма и его вмешательства в дела церкви
- Еврейская синагога
- Центральная торговая пешеходная улица Верт (Werth)
- Участок подвесной монорельсовой дороги Швебебан над рекой Вуппер с самой красивой станцией «Вертер Брюке» (Werther Brücke)
- Здание гимназии на Зайденштрассе
- Здание бывшего суда на Зайденштрассе (ныне филиал Кёльнской консерватории)
- Вертерский мост через реку Вуппер

## Галерея

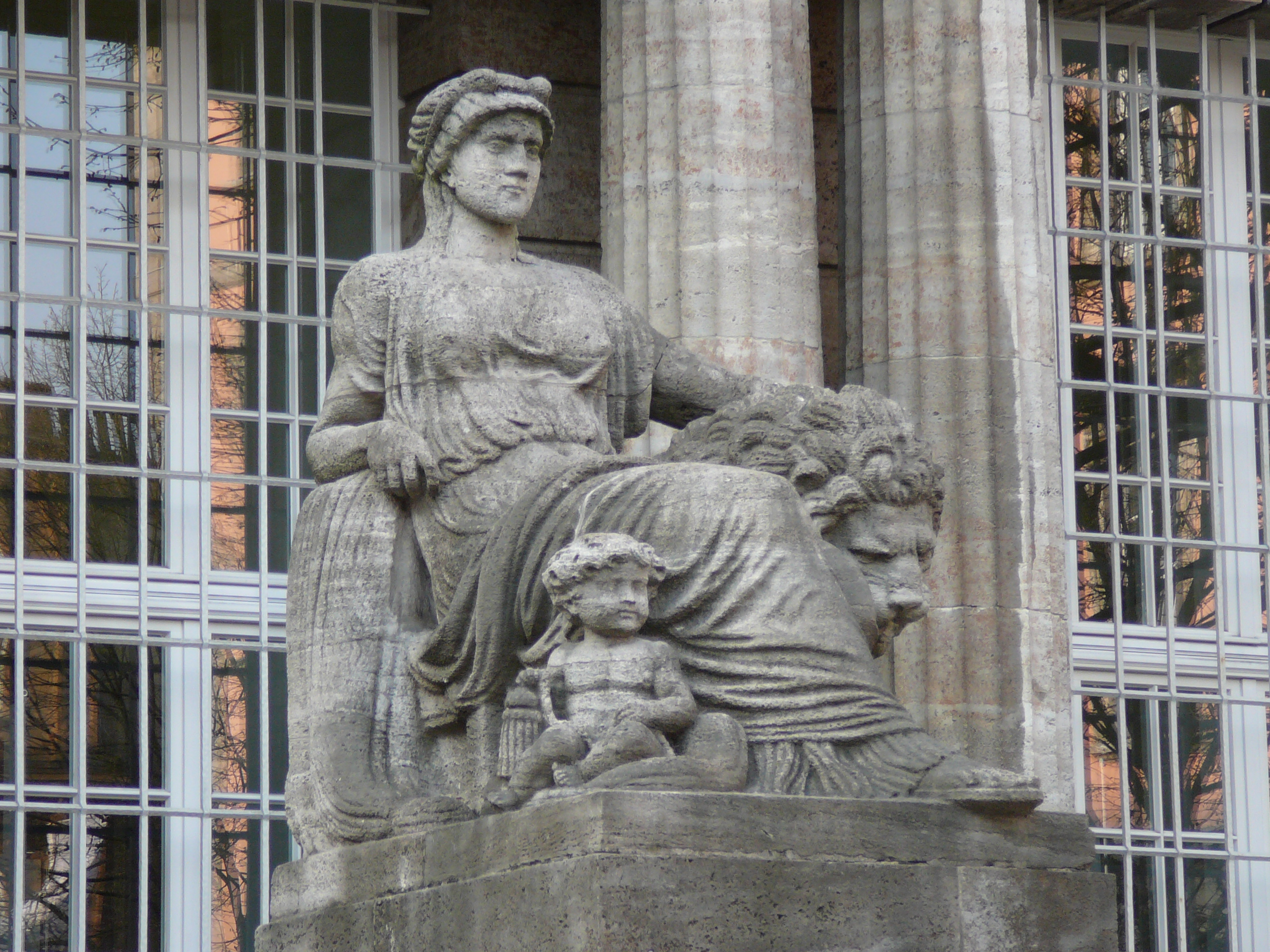
Ратуша, Бармен-Центр
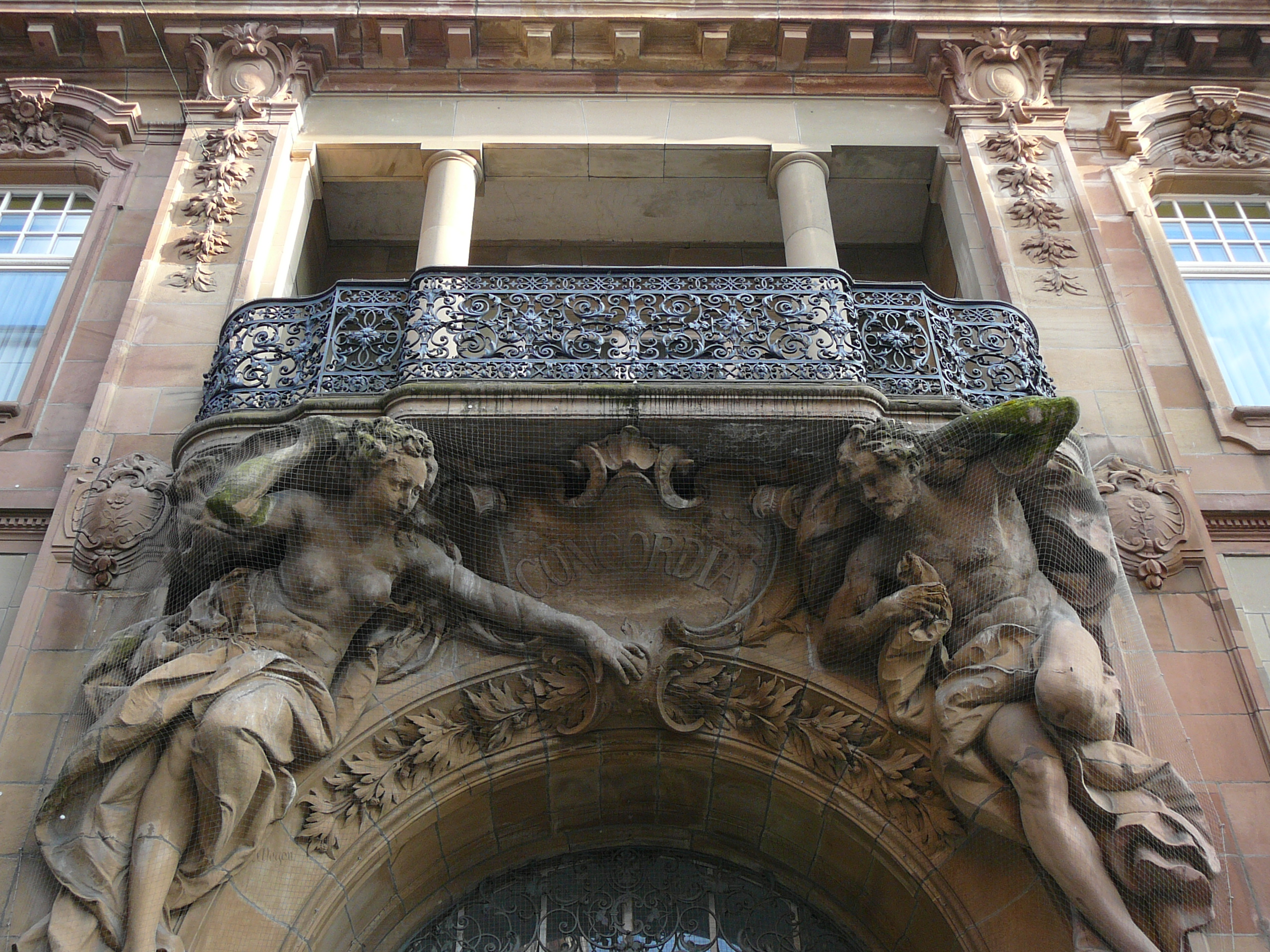
Фасад Конкордии
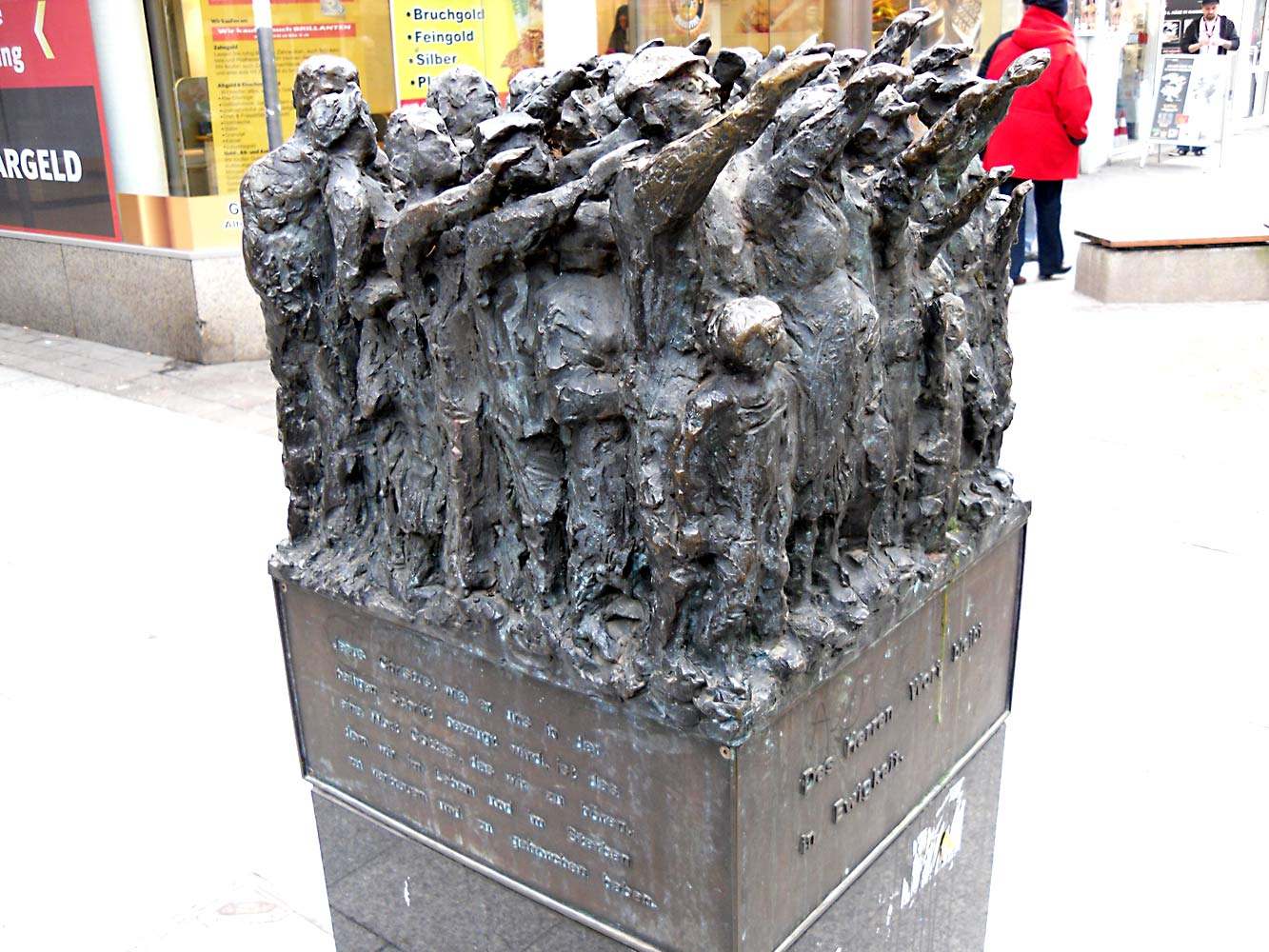
Скульптурная группа "Да" и "Нет", пешеходная зона Верт
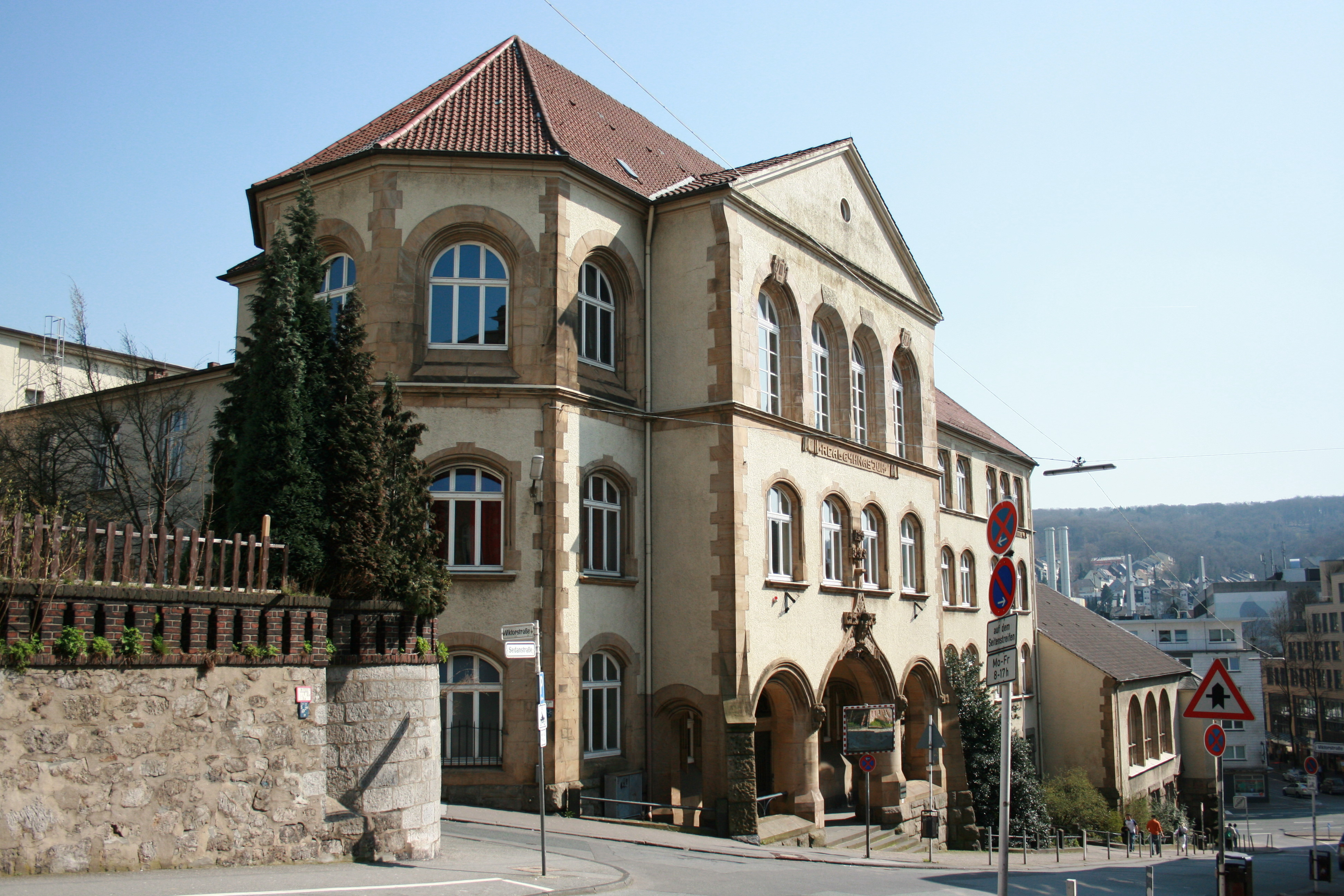
Гимназия на Sedanstrasse
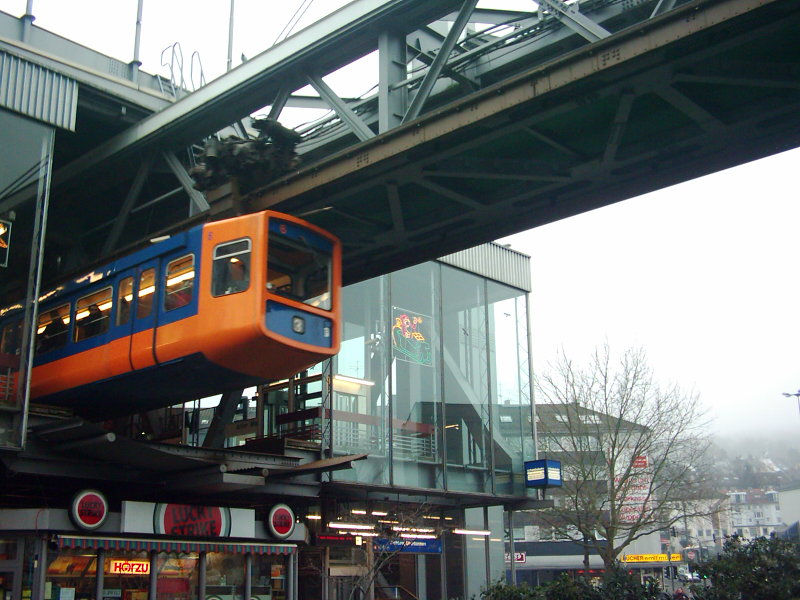
Станция Швебебана "Alter Markt"